# The Practice : Donnell et Associés
The Practice ou The Practice : Donnell et Associés ou La Firme de Boston au Québec (The Practice) est une série télévisée américaine en 168 épisodes de 42 minutes, créée par David E. Kelley et diffusée entre le 4 mars 1997 et le 16 mai 2004 sur le réseau ABC.
En France, les saisons 1 à 5 ont été diffusées sous le titre The Practice à partir du 2 février 1999 sur Série Club. Rediffusion des saisons 1 à 3 sous le titre The Practice : Donnell et Associés, du 12 janvier 2000 au 28 juillet 2001 sur M6. Rediffusion du 9 septembre 2004 au 11 décembre 2007 sur Jimmy. Diffusion des saisons 6 à 8 inédites du 28 octobre 2008 au 9 janvier 2009 sur Jimmy.
En Belgique, elle a été diffusée sur Club RTL et au Québec, elle a été diffusée à partir de janvier 2000 à Séries+.

## Synopsis
Cette série met en scène un cabinet d’avocats de Boston que ses difficultés financières obligent à accepter toutes les affaires qui se présentent (meurtres, viols…), affaires qui mettent souvent en balance éthique morale et éthique légale. The Practice est axée sur le cabinet d'avocats de Robert Donnell et Associés (plus tard, devenant Donnell, Young, Dole & Frutt, et finalement Young, Frutt et Berluti). Les scénarios mettent généralement en vedette la participation de l'entreprise dans divers affaires pénales et civiles très médiatisés qui reflètent souvent l'actualité. Conflit entre l'éthique juridique et morale personnelle était un thème récurrent. Kelley a affirmé qu'il a conçu la série comme une réfutation de La Loi de Los Angeles (pour lequel il a écrit) et son traitement romancé du système juridique américain et des procédures judiciaires.

## Le générique
Filmé en noir et blanc, il enchaîne images des personnages en action ralentie et photographies liées à l'univers criminel (révolver, prison, tribunal…), le tout sur un fond musical rythmé qui rappelle l'efficacité avec laquelle de nombreuses affaires de délinquance sont traitées.
Contrairement à la majorité des séries, le générique ne changera pas beaucoup au fil des saisons, si ce n'est pour présenter les nouveaux personnages principaux (à partir de la saison 7).

## Les personnages
Contrairement à la majorité des séries, où l'on s'attache aux personnages principaux et à leur caractère plus ou moins complexe, "The Practice" met en avant des scénarios qui surprennent constamment le spectateur et s'attachent davantage à découvrir la personnalité des accusés pour lesquels on finit généralement par vouloir prendre fait et cause, en attente du verdict final.

## Distribution
- Dylan McDermott (VF : Stéphane Ronchewski) : Bobby Donnell (1997-2003). Avec ses amis de l'université Eugène, Jimmy, Lindsay et Ellenor, il accepte de se faire « l'avocat du diable » dans diverses affaires de meurtres, crimes en tout genre (vol à main armée, viol, agression…) et à n'importe quel prix. S'il manque parfois de morale devant la Cour, c'est avant tout par conviction que ses clients se sont trouvés au mauvais endroit au mauvais moment et que chacun a droit à une seconde chance.
- Steve Harris (VF : Jean-Paul Pitolin) : Eugene Young. Divorcé et père d'un fils d'une dizaine d'années dont il n'a pas la garde, il consacre l'essentiel de son temps à son travail d'avocat qu'il prend très au sérieux. Il défend chacun de ses clients avec fermeté et professionnalisme, quitte à sembler manquer d'humanité. Il se montre souvent dur en négociations, même envers Bobby, lorsque celui-ci lui conseille de ne pas prendre certaines affaires qui pourraient porter préjudice à la réputation du Cabinet.
- Michael Badalucco (VF : Jean-Loup Horwitz) : Jimmy Berluti. La quarantaine, célibataire un peu complexé par son physique, il manque d'assurance et Bobby préfère souvent le laisser dans l'ombre, en tant qu'avocat consultant. Il lui arrive cependant de demander expressément à Bobby de lui donner le champ libre pour les affaires peu complexes et pour lesquelles il se sent apte à affronter le tribunal (jurés et juge compris) tout seul. D'éducation catholique, il a un grand sens de l'éthique et entre régulièrement en conflit avec Bobby, Ellenor et Eugene, qui ne le prennent jamais au sérieux. S'il apparaît souvent comme « la voix de la raison », sa dépendance aux jeux l'amène parfois à devoir de l'argent à des criminels. Il doit alors compter sur l'aide et la compréhension de son meilleur ami Bobby.
- Camryn Manheim (VF : Marie-Laure Beneston) : Ellenor Frutt. Une des meilleures amies d'université de Bobby, elle est « l'âme du Cabinet » : généralement de bon conseil, toujours à l'écoute et pleine de compassion, même lorsque les cas à défendre paraissent indéfendables, ses années d'expérience en tant qu'avocate lui ont permis d'acquérir assurance et force de conviction. Sur un plan affectif, elle se montre beaucoup plus réservée et ne va que rarement au-devant des gens (elle compte peu d'aventures et ses amitiés féminines se limitent à Helen et Lindsay).
- Lisa Gay Hamilton (VF : Nathalie Spitzer) : Rebecca Washington (1997-2003). Elle commence par travailler pour Bobby en tant que secrétaire. On apprendra par la suite qu'elle suit des cours de droit en parallèle depuis trois ans et obtient son diplôme d'avocate. Bobby la prend alors officiellement comme avocate et lui donne son entière confiance. Pleine de bonne volonté et convaincue que l'on peut trouver des circonstances atténuantes à tous les accusés, elle prend son nouveau travail à bras le corps et donne le meilleur d'elle-même. Elle découvrira cependant bien vite que tous les clients ne sont pas innocents, que certains sont difficilement défendables et que beaucoup mentent.
- Kelli Williams (VF : Laura Préjean) : Lindsay Dole Donnell (1997-2003). Jeune avocate, elle a suivi de brillantes études qui l'ont fait remarquer par Bobby Donnell qui l'engage dans son cabinet. Passionnée par son métier et admirative du travail de son patron (dont elle tombe rapidement amoureuse), elle défend avec acharnement les causes les plus difficiles (elle se battra notamment contre l'industrie du tabac). Bien que manquant d'expérience et de confiance en elle, Lindsay sait qu'elle peut compter sur la confiance de Bobby et de son amie Helen pour se ressourcer, même lorsque leurs opinions divergent. D'abord montrée comme quelqu'un de fragile, c'est souvent elle qui aide les autres à se redéfinir quand le métier d'avocat semble devenir trop lourd.
- Lara Flynn Boyle (VF : Anne Deleuze) : Helen Gamble (1997-2003). Avocate au service du procureur de district, elle se retrouve souvent face à Bobby et ses collègues. D'apparence stricte (cheveux attachés, maintien droit et tenues sobres), elle attaque frontalement les accusés, preuves accablantes à l'appui. Amie de Faculté puis colocataire de Lindsay Doyle, elle est cependant sans pitié envers ceux qu'elle croit coupables et n'hésite pas à user de son pouvoir ni de ses relations avec les juges pour tenter de gagner.
- Marla Sokoloff (VF : Sauvane Delanoë) et Laëtitia Lefebvre) : Lucy Hatcher (1998-2003). À la suite de l'ascension de Rebecca Washington au poste d'avocate, Bobby embauche Lucy comme secrétaire. Encore adolescente, elle est extrêmement motivée et prête à apprendre un maximum sur son métier et celui d'avocat. De nature impulsive, elle essaie cependant de rester discrète. Ses interventions auprès de Bobby et de ses collègues sont donc impromptues mais souvent pleines de sens, surtout lorsque ceux-ci s'interrogent sur la moralité des cas qu'ils défendent.
- Linda Hunt (VF : Cathy Viel) : Juge Zoey Hiller (1998-2004). « Mère spirituelle » de Bobby Donnell. Si elle reste impartiale face aux affaires qu'il défend devant la Cour, elle n'hésite cependant pas à prendre Bobby à part et à lui prêter conseil lorsqu'il lui semble se battre pour des causes perdues, voire tenter de défendre des criminels. En retour, Bobby lui témoigne un profond respect et tient compte de son opinion auquel il fait appel même lorsqu'elle n'est pas le juge investi.
- Holland Taylor (VF : Maaike Jansen) : Juge Roberta Kittleson (1998-2004). De la même génération que le juge Zoey Hiller, elle est à l'inverse très directe dans ses manières, assez impressionnante et parfois brusque. Si elle ne verse jamais dans le sentimentalisme (qui a commis un crime doit payer le prix fort), sur un plan plus personnel, elle se laisse séduire par le côté fragile et indécis de Jimmy Berlutti avec lequel elle entretient une relation à long terme mais secrète (ce qui la mènera dans des situations gênantes et compromettantes). Comme ses collègues, elle se retrouve régulièrement confrontée à des cas de conscience qui nous révèlent un aspect un peu plus sensible de sa personnalité.
- Jason Kravits (VF : Gérard Surugue) : Richard Bay (1999-2001). Avocat au service du procureur de district, comme Helen Gamble, il est souvent confronté à un des avocats du cabinet de Bobby Donnell. Cependant, à l'inverse d'Helen, il n'apprécie aucun de ses membres et met un poing d'honneur à leur montrer le mépris qu'ils lui inspirent à toujours vouloir défendre des criminels.
- Ron Livingston (VF : Guillaume Lebon) : Alan Lowe (2001-2002)
- Bill Smitrovich (VF : Dominique Paturel) : Kenneth Walsh (2001-2004)
- Jessica Capshaw (VF : Véronique Alycia) : Jamie Stringer (2002-2004). Admirative du travail de Bobby Donnell, elle postule pour remplacer Lindsay Doyle lorsque celle-ci décide d'ouvrir son propre cabinet. Extrêmement motivée, elle est cependant vite confrontée au caractère froid et amer d'Eugene Young. Après des débuts hésitants, elle parvient à gagner ses premiers procès et obtient le respect de ses collègues.
- James Spader (VF : Pierre-François Pistorio) : Alan Shore (2003-2004). Ami de longue date d'Ellenor, il vient lui prêter main-forte lorsque Bobby décide de quitter le Cabinet, qui n'est plus alors dirigé que par elle et Eugene. Alan manque d'intégrité, essaie régulièrement de régler les procès « à l'amiable », sans en informer ses collègues et évite autant que possible d'aller au tribunal. Lorsqu'Eugene ou Ellenor l'obligent cependant à y aller, il se montre très efficace et convaincant. Charismatique, c'est lors d'un procès contre Denny Crane qu'il se fait repérer par ce dernier qui lui propose un poste au sein de son équipe (Boston Justice).
- Rhona Mitra (VF : Barbara Tissier) : Tara Wilson (2003-2004)
- Chyler Leigh (VF : Véronique Desmadryl) : Claire Wyatt (2003)

### Invités
- Edward Asner : Juge Matlin Pratt (Saison 2, épisode 3) / Juge Marcus Winnaker (Saison 8 - épisodes 14 et 15)
- Rene Auberjonois : Juge F. Mantz[9] (Saison 5, épisode 5)
- Dylan Baker : Sénateur Keith Ellison (Saison 6 - épisodes 1 à 3)
- Lake Bell : Sally Heep (Saison 8 - épisodes 19 à 22)
- Gil Bellows : Billy Alan Thomas (Saison 2 - épisode 19 - crossover avec Ally McBeal)
- Andre Braugher : Dr Ben Gideon (Saison 5 - épisode 16 - crossover avec Gideon's Crossing)
- Tony Danza : Tommy Silva[9] (Saison 3 - épisodes 7 à 10)
- Bruce Davison : Scott Wallace (Saison 5 - épisodes 1 à 6 et 9 à 11)
- Patrick Dempsey : Dr Paul Stewart (Saison 8 - épisodes 13 à 15)
- Rebecca De Mornay : Hannah Rose (Saison 8 - épisodes 19 à 22)
- Paul Dooley : Juge Philip Swackheim[9] (Saison 3 - épisodes 16, 18 et 21; Saison 4 - épisodes 3 et 10; Saison 7 - épisodes 7 et 9)
- David Dukes : Ted (Saison 3 - épisode 12)
- Charles Durning : Stephen Donnell (Saison 3 - épisode 1; Saison 4 - épisode 18)
- Charles S. Dutton : Leonard Marshall[9] (Saison 6 - épisode 3)
- Aunjanue Ellis : Sharon Young, la femme d'Eugene (Saison 3 - épisodes 17, 18 et 22; Saison 4 - épisode 8)
- Michael Emerson : William Hinks[9] (Saison 5 - épisodes 8 à 11)
- John Finn : Détective Henry Dokes (Saison 4 - épisodes 12 et 13)
- Calista Flockhart : Ally McBeal (Saison 2 - épisode 19 - crossover avec Ally McBeal)
- Albert Hall : Juge Seymore Walsh (Saison 2 - épisodes 8 à 10 et 15 à 16)
- Chelsea Handler : Callie (Saison 6 - épisode 21)
- Anthony Heald : Juge Wallace Cooper (Saison 4 - épisodes 12 et 13) / Scott Guber (Saison 5 - épisode 14 - crossover avec Boston Public)
- Edward Herrmann : Anderson Pearson[9] (Saison 1 - épisodes 1, 3 et 4; Saison 2 - épisode 22; Saison 3 - épisodes 2 à 5 et 7; Saison 6 - épisode 7)
- Gregory Itzin : M. Daly (Saison 2 - épisode 9) / D.A. Michael Stanfield (Saison 4 - épisode 20) / Anderson (Saison 6 - épisode 14) / Attorney Mark Grunde (Saison 7 - épisodes 11 et 12) / Attorney Wayne Pyne (Saison 8 - épisode 4)
- John Larroquette : Joey Heric[9] (Saison 2 - épisodes 2, 15 et 16; Saison 3 - épisode 23; Saison 6 - épisode 19)
- Virginia Madsen : Marsha Ellison (Saison 6 - épisodes 1 à 3)
- Marlee Matlin : Sally Berg[10] (Saison 4 - épisode 22)
- Chi McBride : Steven Harper (Saison 5 - épisode 14 - crossover avec Boston Public)
- Michael Monks : Georges Vogelman (Saison 1 - épisode 5; Saison 2 - épisode 6; Saison 3 - épisodes 3 à 6, 10, 16 et 23; Saison 4 - épisodes 1 et 3)
- Chris O'Donnell (VF : Pierre Tessier) : Brad Stanfield (Saison 8 - épisodes 1 à 4)
- Vincent Pastore : Lenny Pescatore (Saison 8 - épisodes 20 à 22)
- Mark Pellegrino : Herrick Smoltz (Saison 7 - épisode 13)
- Patricia Belcher : Candace Levy (Saison 1 - épisode 1; Season 6 - épisode 1 et 2)
- CCH Pounder : Hélène Washington (Saison 5 - épisodes 14 et 15)
- Robert Prosky : Père Patrick (Saison 2 - épisode 12; Saison 3 - épisode 23; Saison 4 - épisode 22; Saison 7 - épisodes 6 et 7)
- Kim Raver : Victoria Keenan (Saison 2 - épisode 1)
- Beah Richards : Gertrude Turner[10] (Saison 4 - épisode 19)
- Cristine Rose : Bernice White (Saison 7 - épisode 1 et 2)
- Emmy Rossum : Allison Ellison (Saison 6 - épisodes 1 et 2)
- Ernie Sabella : Harland Bassett (Saison 4 - épisode 4; Saison 5 - épisodes 7, 19 et 20)
- William Shatner : Denny Crane[9] (Saison 8 - épisodes 17 à 22)
- Lane Smith : Juge Finkle (Saison 6 - épisodes 1 et 2)
- Sharon Stone (VF : Françoise Cadol) : Sheila Carlisle[10] (Saison 8 - épisodes 2 à 4)
- Betty White (VF : Régine Blaëss) : Catherine Piper[10] (Saison 8 - épisodes 13 à 15)
- James Whitmore : Raymond Oz[9] (Saison 2 - épisode 11; Saison 4 - épisodes 4 et 5)
- Henry Winkler : Dr Henry Olson[9] (Saison 4 - épisodes 1, 2 et 15)
- Alfre Woodard : Denise Freeman[10] (Saison 7 - épisodes 11 et 12)
- D.B. Woodside : Aaron Wilton (Saison 2 - épisode 8)
- Kirsten Nelson : Judy Burke

 Source et légende : version française (VF) sur RS Doublage

## Épisodes
Bien que la plupart des saisons soient constituées d'épisodes indépendants, il est à noter qu'un grand nombre d'histoires sont développées sur plusieurs épisodes (à partir de la saison 2). L'avantage de ce format étant un schéma narratif plus complexe, une intrigue qui tient le spectateur en haleine de bout en bout jusqu'à un final digne des meilleurs scénarios. L'inconvénient étant que chaque épisode ne développe qu'une partie de l'intrigue, ce qui nécessite l'attention et la fidélité du spectateur.

### Première saison (1997)
La première saison comporte très peu d'épisodes (aussi appelée "saison test") permet de poser l'ambiance (sombre mais teintée d'humour), les personnages (dont la personnalité est assez secondaires) et le thème principal de la criminalité qui sera abordé sous différents angles tout au long de la série.
1. Intégrité (Pilot)
2. Sur le fil du rasoir (Part II)
3. Dans l’arène (Trial and Error)
4. Coup de poker (Part IV)
5. La Loi du talion (Part V)
6. Question de morale (Part VI)

### Deuxième saison (1997-1998)
Après une première saison test, l'univers de "The Practice" est réellement développée partir de cette saison 2 qui comporte une vingtaine d'épisodes, avec un certain nombre de "guest stars"
1. Chien méchant (Dog Bite)
2. Premier Degré (First Degree)
3. Sexe, mensonges et petits singes (Sex, Lies and Monkeys)
4. Course avec le diable (Race With the Devil)
5. Paroles de femmes (The Civil Right)
6. Cache-cache (Hide and Seek)
7. Envers et contre tout (The Pursuit of Dignity)
8. Doutes raisonnables (Reasonable Doubts)
9. Trahisons (Betrayal)
10. La Bénédiction (The Blessing)
11. États d’urgence (Search and Seizure)
12. Stratégies (The Means)
13. Pris au piège (Save the Mule)
14. L’Esprit de l’Amérique (Spirit of America)
15. Le Sens du devoir (Line of Duty)
16. La Vérité et ses conséquences (Truth and Consequences)
17. La Compensation (Burden of Proof)
18. Meurtre sur pellicule (Ties That Bind)
19. Risque de précipitations - 1re partie (The Trial - Part 1)
20. Risque de précipitations - 2e partie (Cloudy With a Chance of Membranes - Part 2)
21. Le Monde à l’envers (In Deep)
22. Causes perdues (Another Day)
23. Échec et mat (Checkmate)
24. Un cri dans la forêt (Trees in the Forest)
25. Hiérarchies (Food Chains)
26. Les Mains sales 2e partie Cross over avec Ally McBeal (Axe Murderer)
27. Confessions (Duty Bound)
28. Sans rime ni raison (Rhyme and Reason)

### Troisième saison (1998-1999)
Cette troisième saison fait suite au « cliffhanger » de la fin de la saison 2. On y notera beaucoup plus "d'épisodes à suivre" que dans les saisons précédentes et par conséquent, des histoires plus développées. Les personnages eux aussi commencent à prendre de l'épaisseur, même si les scènes de tribunal restent au cœur de l'histoire.
1. Conscience professionnelle (Passing Go)
2. Paroles d’enfant (Reasons to Believe)
3. Cadavre gênant (Body Count)
4. La Défense (The Defenders)
5. Le Champ de bataille (The Battlefield)
6. Un jour de plus (One of Those Days)
7. Intrigue souterraine (Trench Work)
8. Serments (Swearing In)
9. État d’esprit (State of Mind)
10. Un métier honorable (Love and Honor)
11. La Goutte d’eau (Split Decisions)
12. Instinct de survie (A Day in the Life)
13. Juge et juré (Judge and Jury)
14. Des relations humaines (Of Human Bondage)
15. Avocats, journalistes et cafards (Lawyers, Reporters and Cockroaches)
16. Fin de partie (End Games)
17. L’expérience parle (Target Practice)
18. Dans la bataille (Crossfire)
19. Coups de couteaux (Closet Justice)
20. Caméras cachées (Home Invasions)
21. L’Infection (Infected)
22. La défense à l’attaque (Do Unto Others)
23. Et ils vécurent heureux (Happily Ever After)

### Quatrième saison (1999-2000)
Un peu plus sombre que les saisons précédentes, cette quatrième saison marque un tournant dans la série. En effet, elle présente de nombreuses histoires de manipulations venant de toutes parts (avocats, clients) dont le spectateur ne découvre la vérité qu'à la fin de l'épisode, voire sur les dernières images.
1. Services rendus (Free Dental)
2. Secret professionnel (Boston Confidential)
3. Qui perd gagne (Loser’s Keepers)
4. Aliénation mentale (Legacy)
5. Oz (Oz)
6. La Robe de mariée (Marooned)
7. Le Vrai Témoignage (Victimless Crimes)
8. Prise de conscience (Committed)
9. Pied au plancher (Bay of Pigs)
10. Une journée mouvementée (Day in Court)
11. L’Odeur du cigare (Blowing Smoke)
12. Nouvelle Preuve - 1re partie (New Evidence - Part 1)
13. La Machination - 2e partie (Hammerhead Sharks - Part 2)
14. Témoin surprise (Checkmates)
15. Le Combat des justes ( Race Ipsa Loquitor)
16. L’Enlèvement (Settling)
17. La Veuve noire (Black Widows)
18. La Peine de mort (Death Penalties)
19. L’amour n’a pas d’âge - 1re partie (Till Death Do Us Part - Part 1)
20. Les Cloches de la liberté - 2e partie (Liberty Bells - Part 2)
21. Un homme honorable (Honorable Man)
22. Pour la vie (Life Sentence)

### Cinquième saison (2000-2001)
1. Jugements sommaires (Summary Judgments)
2. Mensonges et omissions (Germ Warfare)
3. De cause à effet (Officers of the Court)
4. Le Revers de la médaille (Appeal and Denial)
5. Le Visage de la vérité (We Hold These Truths…)
6. Dans les coulisses (Show and Tell)
7. Le Pardon (Brothers' Keepers)
8. Manipulations (Mr. Hinks Goes to Town)
9. Un marché de dupes (The Deal)
10. Un chien dans le tiroir (Friends and Ex-Lovers)
11. Menace (An Early Frost)
12. Retour de bâton (Payback)
13. Quitte ou double (The Thin Line)
14. Urgences (The Day After) (crossover avec Boston Public)
15. L’Éveil (Awakenings)
16. Complications (Gideon’s Crossover) (crossover avec Gideon's Crossing)
17. L’Ombre d’un doute (What Child is This?)
18. Gain de cause (The Confession)
19. Double Peine (Home of the Brave)
20. Contre-attaque (The Case of Harland Bassett)
21. Sans foi ni loi (Poor Richard’s Almanac)
22. Prête à tout (Public Servants)

### Sixième saison (2001-2002)
1. Le Candidat (The Candidate - Part 1)
2. Le Candidat (The Candidate - Part 2)
3. Dernier Recours (Killing Time)
4. Poker menteur (Liar’s Poker)
5. Kidnapping (Vanished - Part 1)
6. Kidnapping (Vanished - Part 2)
7. Le Code d’honneur (Honor Code)
8. Enfants victimes (Suffer The Little Children)
9. Liaisons dangereuses (Dangerous Liaisons)
10. Devoir de citoyen (Inter Arma Silent Leges)
11. Un témoin non équivoque (Eyewitness)
12. Le Test ADN (The Test)
13. Meurtre par nécessité (Pro Se)
14. L’Affaire du juge (Judge Knot)
15. Bill et Superman (Man and Superman)
16. La vérité est parfois ailleurs (M. Premie Unplugged)
17. Vice de forme (Manifest Necessity)
18. L’Épreuve du feu (Fire Proof)
19. Le Retour de Joey Heric (The Return of Joey Heric)
20. Cannibale (Eat and Run)
21. Les Frères jumeaux (Evil-Doers)
22. Meurtriers Mensonges (This Pud’s for You)
23. Le Verdict (The Verdict)

### Septième saison (2002-2003)
Dernière saison du casting historique de la série.
1. Confidentialité (Privilege)
2. Convictions (Convictions)
3. L’Homicide involontaire (Of Thee I Sing)
4. Une affaire de religion (The Cradle Will Rock)
5. Affaire de voisinage (Neighboring Species)
6. Une nation de délateurs (The Telltale Nation)
7. Petits Sacrifices (Small Sacrifices)
8. De pire en pire (Bad to Worse)
9. Le Combat de la défense (The Good Night)
10. La Loi du silence (Silent Partners)
11. Peine capitale (Down The Hatch - Part 1)
12. L’Affaire Denise Freeman (Final Judgment - Part 2)
13. Au nom de l’amitié (Character Evidence)
14. Erreur judiciaire (The Making of a Trial Attorney)
15. Enfants de chœur (Choirboys - Part 1)
16. Livraisons spéciales (Special Deliveries - Part 2)
17. Trous de mémoire (Burnout)
18. Retrouvailles (Capitol Crimes)
19. Roulette russe (Les Is More)
20. Héros et méchants (Heroes and Villians)
21. La Femme battue (Baby Love - Part 1)
22. Les Adieux de Bobby (Goodbye - Part 2)

### Huitième saison (2003-2004)
En raison de restrictions budgétaires, le créateur remercie la quasi-intégralité de la distribution.
Du casting historique de la série, seuls reviennent les personnages de Jimmy, Ellenor et Eugene.
La star recrutée pour relancer les audiences et l'intérêt de la critique est James Spader.
Dylan McDermott revient pour les deux derniers épisodes de la série.
1. La Défense d’autrui (We the People)
2. Les Élus (The Chosen - Part 1)
3. Sexe, mensonge et tribunal (Cause of Action - Part 2)
4. La Tête de Sainte-Catherine (Blessed Are They - Part 3)
5. Faute professionnelle (The Heat of Passion - Part 1)
6. Suprématie (The Lonely People - Part 2)
7. Accusé de viol (Rape Shield)
8. Alan Shore fait du zèle (Concealing Evidence)
9. Le Droit des victimes (Victims' Rights)
10. Justice pour tous (Equal Justice)
11. Aveu sous la torture (Police State)
12. Le Justicier (Avenging Angels)
13. Retour à Denham (Going Home - Part 1)
14. Confession (Pre-Trial Blues - Part 2)
15. Maître Shore est de retour (Mr. Shore Goes to Town - Part 3)
16. Bonne conscience (In Good Conscience - Part 1)
17. Guerre des roses (War of the Roses - Part 2)
18. Le Cas Alan Shore (The Case Against Alan Shore - Part 3)
19. Le Cabinet (The Firm)
20. La Candidature (Comings and Goings)
21. Le Retour de Bobby (New Hoods on the Block)
22. Vers une nouvelle vie… (Adjourned)

## Audiences
| Saison | Période de Diffusion           | Audiences (en millions) | Rang |
| ------ | ------------------------------ | ----------------------- | ---- |
| 1re    | 4 mars 1997- 8 avril 1997      | 9.2                     | #43  |
| 2e     | 20 septembre 1997- 11 mai 1998 | 10.0                    | #82  |
| 3e     | 27 septembre 1998- 9 mai 1999  | 12.7                    | #34  |
| 4e     | 26 septembre 1999- 21 mai 2000 | 17.9                    | #8   |
| 5e     | 8 octobre 2000- 13 mai 2001    | 18.3                    | #9   |
| 6e     | 23 septembre 2001- 19 mai 2002 | 12.9                    | #26  |
| 7e     | 29 septembre 2002- 5 mai 2003  | 9.8                     | #55  |
| 8e     | 28 septembre 2003- 16 mai 2004 | 9.1                     | #63  |

- Plus forte audience: 15,4 % part de marché/23.8 millions
  - lead in: Super Bowl: Post Game - 25,6 % de part de marché
- Plus faible audience: 4,9 % part de marché/7.3 millions
- Audience début de la série: 11,3 % part de marché/16.1 millions
- Audience fin de série: 7,5 % part de marché/10.9 millions

## Autour de la série

### Thèmes
The Practice est probablement la série la plus sérieuse de David Edward Kelley : il y est essentiellement questions de meurtres, viols, agressions en tout genre (vol à l'étalage, violation de la vie privée), même si certaines scènes d'humour décalé permettent de relâcher la tension (pugilats des colocataires Lindsay et Helen, crises de couples entre Jimmy et le juge Hollande, crises de jalousie d'un Richard Bay exaspéré de perdre systématiquement contre le Cabinet de Bobby…).
Certaines histoires sont également racontées avec un humour si macabre qu'il dédramatise totalement la situation : une tête humaine est « livrée » au bureau de Bobby (le défi étant de trouver à qui elle appartient) ; une femme est accusée de harcèlement moral pour avoir chanté tous les matins sous la fenêtre de son voisin un air qui ne lui plaît pas avec un niveau sonore trop élevé (l'occasion pour l'accusée de démontrer ses talents vocaux en plein tribunal) ; un « violeur de vie privée » sévissant sur internet reçoit pour punition de devoir se mettre littéralement à nu devant tout un tribunal (lequel ne portait d'ailleurs aucun sous-vêtement) ; un jeune délinquant est innocenté par un juge qui ne lui inflige pour peine que de devoir écouter son sermon interminable sur l'avenir des adolescents rebelles (ce qui vaut au récusé de partir dans une crise de rire irrépressible).

### Commentaires
- Pendant sombre d’Ally McBeal, également créée et produite par David E. Kelley, cette série a aussi été le théâtre d’un certain nombre de crossover, notamment avec Ally McBeal, Boston Public ou bien Gideon's Crossing.

Enfin, elle a donné naissance à une série dérivée, Boston Justice.
- Même si la distribution des rôles et le jeu des acteurs est quasiment parfaite, il est important de noter que, bien plus que les personnages, ce sont les intrigues complexes de par leurs effets de surprise constant qui donnent une identité à cette série.

## Récompenses

### Emmy Awards
- Emmy Award de la meilleure série dramatique 1998
- Emmy Award de la meilleure actrice dans un second rôle 1998 pour Camryn Manheim
- Emmy Award du meilleur acteur invité 1998 pour John Laroquette
- Emmy Award de la meilleure série dramatique 1999
- Emmy Award du meilleur acteur dans un second rôle 1999 pour Michael Badalucco
- Emmy Award de la meilleure actrice dans un second rôle 1999 pour Holland Taylor
- Emmy Award du meilleur acteur invité 1999 pour Edward Herrmann
- Emmy Award du meilleur acteur invité 2000 pour James Whitmore
- Emmy Award de la meilleure actrice invitée 2000 pour Beah Richards
- Emmy Award du meilleur acteur invité 2001 pour Michael Emerson
- Emmy Award du meilleur acteur invité 2002 pour Charles S. Dutton
- Emmy Award du meilleur acteur invité 2003 pour Alfre Woodard
- Emmy Award du meilleur acteur 2004 pour James Spader
- Emmy Award du meilleur acteur invité 2004 pour William Shatner
- Emmy Award de la meilleure actrice invitée 2004 pour Sharon Stone

### Golden Globe
- Golden Globe de la meilleure série télévisée dramatique 1999
- Golden Globe du meilleur acteur 1999 pour Dylan McDermott
- Golden Globe de la meilleure actrice dans un second rôle 1999 pour Camryn Manheim